# Макєєва Анастасія Вікторівна
Анастасія Вікторівна Макєєва (рос. Анастасия Викторовна Макеева) — російська артистка цирку (повітряна гімнастка). 

## Біографія
Анастасія Вікторівна Макєєва народилася 11 листопада 1986 року у Москві. У 2002 році вступила до Державного училища циркового та естрадного мистецтва імені М. М. Рум'янцева, який закінчила у 2006 році. Після закінчення коледжу Анастасія почала виступати у циркових програмах як повітряна гімнастка. У 2010 році Макєєва отримала срібну медаль на Московському міжнародному молодіжному цирковому фестивалі. У 2012-2013 роках Анастасія Макєєва працювала у Національному цирку України. У 2013 році гімнастка почала працювати у Великому Московському Державному цирку. Наступного року Макєєва отримала нагороду «Бронзовий клоун». У 2014 році Анастасія Вікторівна закінчила Російський інститут театрального мистецтва (спеціальнісь - циркова режисура).